# Regierungsbezirk Troppau

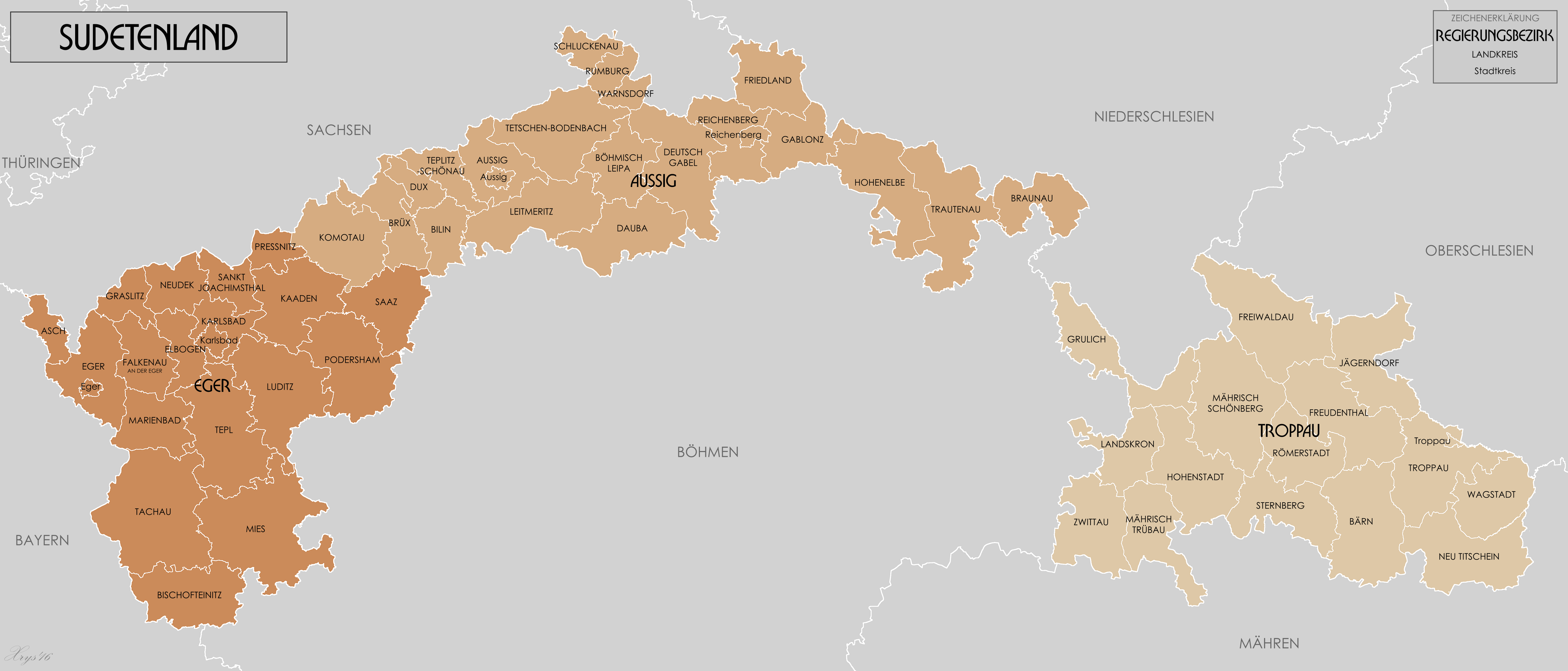
Verwaltungskarte des Reichsgaus Sudetenland mit Land- und Stadtkreisen (1944)

Der Regierungsbezirk Troppau war eine Verwaltungseinheit des Reichsgaues Sudetenland im Deutschen Reich. Sie lag auf dem Gebiet der heutigen Tschechischen Republik.

## Geschichte
Der Regierungsbezirk Troppau bestand von 1939 bis 1945.
Nach Kriegsende wurde das Gebiet wieder Teil der Tschechoslowakei, die Deutschen wurden aufgrund der
Benesch-Dekrete vertrieben.

## Chef der Zivilverwaltung (CdZ)
1938–9999: Hans Rüdiger (* 1889)

## Regierungspräsident
1938–1943: Friedrich „Fritz“ Zippelius (1901–1990)
1943–1945: Horst Karl Ferdinand Edler von der Planitz (1893–1945)

## Verwaltungsgliederung
| Name                         | Fläche (km²) | Bevölkerung (Stand: 17. Mai 1939) |
| ---------------------------- | ------------ | --------------------------------- |
| Stadtkreis Troppau           | 43,26        | 47.551                            |
| Landkreis Bärn               | 659,85       | 37.121                            |
| Landkreis Freiwaldau         | 736,31       | 70.005                            |
| Landkreis Freudenthal        | 591,69       | 48.339                            |
| Landkreis Grulich            | 486,86       | 29.161                            |
| Landkreis Hohenstadt         | 556,91       | 60.314                            |
| Landkreis Jägerndorf         | 532,21       | 63.125                            |
| Landkreis Landskron          | 337,98       | 32.637                            |
| Landkreis Mährisch Schönberg | 738,67       | 76.244                            |
| Landkreis Mährisch Trübau    | 393,38       | 36.225                            |
| Landkreis Neu Titschein      | 585,84       | 84.631                            |
| Landkreis Römerstadt         | 381,54       | 26.936                            |
| Landkreis Sternberg          | 441,39       | 46.695                            |
| Landkreis Troppau            | 518,30       | 47.781                            |
| Landkreis Wagstadt           | 376,86       | 54.698                            |
| Landkreis Zwittau            | 467,23       | 49.640                            |